# Reimar von Güntersberg
Reimar von Güntersberg († 1418) war in den Jahren 1399 bis 1418 Herrenmeister der Balley Brandenburg des Johanniterordens.

## Leben
Reimar von Güntersberg war ein früher Vertreter des Adelsgeschlechts der von Güntersberg.
Zunächst als Laienbruder beim Orden, trat er nach dem gewaltsamen Tod seines Vorgängers Detlev von Walmede 1399 das Amt des Herrenmeisters an. Gleich eine seiner ersten Amtshandlungen galt dann auch der Sühne des erschlagenen Vorgängers und des ebenfalls bei gleicher Begebenheit zu Tode gebrachten Komturs. Ebenfalls im Jahre 1400, anlässlich eines Vertrages zwischen dem Kloster Himmelpfort und der Pfarre Lychen, nannte er sich gemeiner Bietiger in Sachsen, der Mark, im Wendland und in Pommern. Die Hauskirche seines Ordens war in Werben. Mehrfach tätigte er Amtsgeschäfte wie die Entgegennahme von Pachten und die Verpfändung von Anteilen. 1405 schenkte Herzog Bogislaw dem Herrenmeister das Dorf Neuen Wotzau. 1407 genehmigte er fünf Altar- bzw. Vikarienstiftungen in Königsberg. 1409 nahm er von Markgraf Jost die Burg zu Zantoch zum Pfand. 1411 begab sich Reimar nach Ofen, um dem Kaiser zu huldigen. Siegmund, entließ die märkischen Repräsentanten, nachdem er die Huldigung von ihnen empfangen hatte, jedoch und verwies auch den Herrenmeister auf Friedrich von Nürnberg als neuen Landesherren. In der folgenden unruhigen Zeit standen die Johanniter unter Reimar von Güntersberg treu an der Seite des Markgrafen. 1411 musste er sich dem Anwurf Heinrichs von Plauen, dem Großkomtur des Deutschen Ordens, erwehren, er halte dessen Diener auf Zantoch gefangen. 1412 genehmigte er erneut die Aufstellung eines Altars in Königsberg. 1416 versöhnte sich der Herrenmeister mit den pommerschen Herzögen Kasimir und Otto, mit denen er zuvor in Streitigkeiten geraten war. Wenig später muss er verstorben sein, da ihm Busso V. von Alvensleben 1419 als Herrenmeister nachfolgte.
Da er selbst Laie und kein Priester war, kann Kaspar von Güntersberg, welcher 1471 bis 1474 Herrenmeister auf der Sonnenburg war, ein direkter Nachfahre von Reimar gewesen sein.